# 安哥拉历史
安哥拉为非洲西南部国家。“安哥拉”一词来源于金邦杜语中的“王”。从考古学的角度来看，安哥拉历史开始于旧石器时代。

## 早期历史
西南非洲的人类活動遺址始於舊石器时代與新石器時代，分布於今日安哥拉的罗安达、納米布沙漠和刚果等地，最早到达的是布希曼人（桑人）。约在6世纪初，掌握金属、陶瓷加工和农业技术的班图人开始从北部迁入，經過數世紀演變後形成當地各部族的起源。
該地目前所知最早的大型政治实体是於13、14世紀興起的刚果王国。王国首都位於姆班扎剛果，全國分为六个省，疆域北起加蓬、南至廣薩河，西鄰大西洋，东部则到達刚果河。王国以瑪尼人（Mani）的貴族為中心，并且拥有一些附属国，以農業經濟為主。

## 殖民时期
1482年，由迪奥戈·康指挥的葡萄牙船队抵达刚果。他于1484年探索至了今安哥拉西北海岸。1575年，随着保羅·迪亞士·德·諾發伊斯带来了数百个殖民家庭以及400多名战士，葡萄牙在安哥拉建立了殖民地。殖民地的中心为罗安达，这个在1605年得到确定。
奴隶贸易直至1836年才被废除。
1951年被划分为葡萄牙省份之一，于1975年11月11日独立。

## 内战
1975年，由苏联支持的安哥拉人民解放运动（安人运）和由美国及南非政府支持的争取安哥拉彻底独立全国联盟（安盟）爆发内战。结果安人运胜利、并掌握政权。由这时开始安哥拉政府和苏联结盟，而且实行一党专政。
1977年5月20日，安哥拉发生一场未遂政变，导致政府军和古巴军队的报复，造成了2千—7万人死亡。政变领袖尼托·阿尔维斯及其领导的“派系主义”团体成员被拷问和杀害。
1979年，若泽·爱德华多·多斯桑托斯开始担任总统。
1990年安哥拉政府决定放弃社会主义的路线、次年，引入多党制。1991年5月，安人运及安盟在葡萄牙介入下签定和平协定。不过在1992年议会选举举行后，安人运和安盟再爆发内战。在联合国的介入下，1994年11月再回复和平，但是不幸1998年内战再度爆发。
2002年4月4日，双方签订停战协定，加上安盟的领袖若纳斯·萨文比也在2002年2月战死，维持了27年的内战正式告一段落。